# Sequência de Golomb
Em matemática, a sequência de Golomb, em homenagem a Solomon W. Golomb (mas também chamada sequência de Silverman), é uma sequência não-decrescente de números inteiros, onde {\displaystyle a(n)} é o número de vezes em que {\displaystyle n} ocorre na sequência, começando com {\displaystyle a(1)=1}, e com a propriedade de que, para n> 1, cada um {\displaystyle a(n)} é o menor número inteiro que faz com que seja possível satisfazer a condição. Por exemplo, {\displaystyle a(1)=1} diz que uma só ocorre o valor 1 uma vez na sequência, de modo que {\displaystyle a(2)} não pode ser 1 também, e portanto deve ser de 2.
Os primeiros valores são:
1, 2, 2, 3, 3, 4, 4, 4, 5, 5, 5, 6, 6, 6, 6, 7, 7, 7, 7, 8, 8, 8, 8, 9, 9, 9, 9, 9, 10, 10, 10, 10, 10, 11, 11, 11, 11, 11, 12, 12, 12, 12, 12, 12 (sequência A001462 na OEIS).
Colin Mallows obteve a seguinte relação de recorrência {\displaystyle a(1)=1;a(n+1)=1+a(n+1-a(a(n)))}. Uma fórmula fechada para {\displaystyle a_{n}} é
{\displaystyle \varphi ^{2-\varphi }n^{\varphi -1}}
onde {\displaystyle \varphi } é a razão áurea.